# جامعة كارنيغي ميلون
جامعة كارنيغي ميلون (بالإنجليزية: Carnegie Mellon University)‏ هي جامعة أمريكية بحثية علمية خاصة تقع في ولاية بنسيلفانيا.
تأسست في عام 1900 من قبل أندرو كارنيجي كمدارس كارنيجي التقنية، أصبحت الجامعة معهد كارنيجي للتكنولوجيا في عام 1912 وبدأ منح درجة أربع سنوات. في عام 1967، اندمج معهد كارنيغي للتكنولوجيا مع معهد ميلون للبحوث الصناعية لتشكيل جامعة كارنيجي ميلون.
يقع الحرم الجامعي الرئيسي الذي تبلغ مساحته 140 فدان (57 هكتار) على بعد 3 أميال (5 كم) من وسط مدينة بيتسبرغ. ولدى معهد كارنيجي ميلون سبع كليات ومدارس مستقلة: كلية الهندسة، كلية الفنون الجميلة، كلية ديتريش للعلوم الإنسانية والاجتماعية، كلية ميلون للعلوم، كلية تيبير للأعمال، كلية جون هاينز الثالث لنظم المعلومات والسياسة العامة، ومدرسة علوم الحاسب الآلي. وتضم الجامعة أيضا جامعات في قطر و وادي السليكون، مع برامج منح درجات في ست قارات.
يحتل معهد كارنيجي ميلون المرتبة 25 في الولايات المتحدة الأمريكية و 77 في العالم من قبل الولايات المتحدة نيوز & وورد ريبورت. وهي موطن لبرامج الروبوتات والدراما من الدرجة الأولى في العالم،  فضلا عن واحدة من أولى أقسام علوم الكمبيوتر. وقد احتلت الجامعة المرتبة 89 في البحث والتطوير في عام 2015 بعد أن أنفقت 242 مليون دولار.
وتقدر عدد طلاب معهد كارنيجي ميلون 13,650 طالبا من 114 دولة، وأكثر من 100,000 خريج مازالو على قيد الحياة، وأكثر من 5,000 هيئة التدريس وموظفين. 12 من الفائزين بجائزة تورينج، 22 عضوا في الأكاديمية الأمريكية للفنون والعلوم،  19 19 زميلا من الجمعية الأمريكية لتقدم العلوم، 72 من أعضاء الجمعية أكاديميات وطنية، 114 فائز بجائزة إيمي، 44 حائزا على جائزة توني، و 7 فائزين بجائزة الأوسكار.

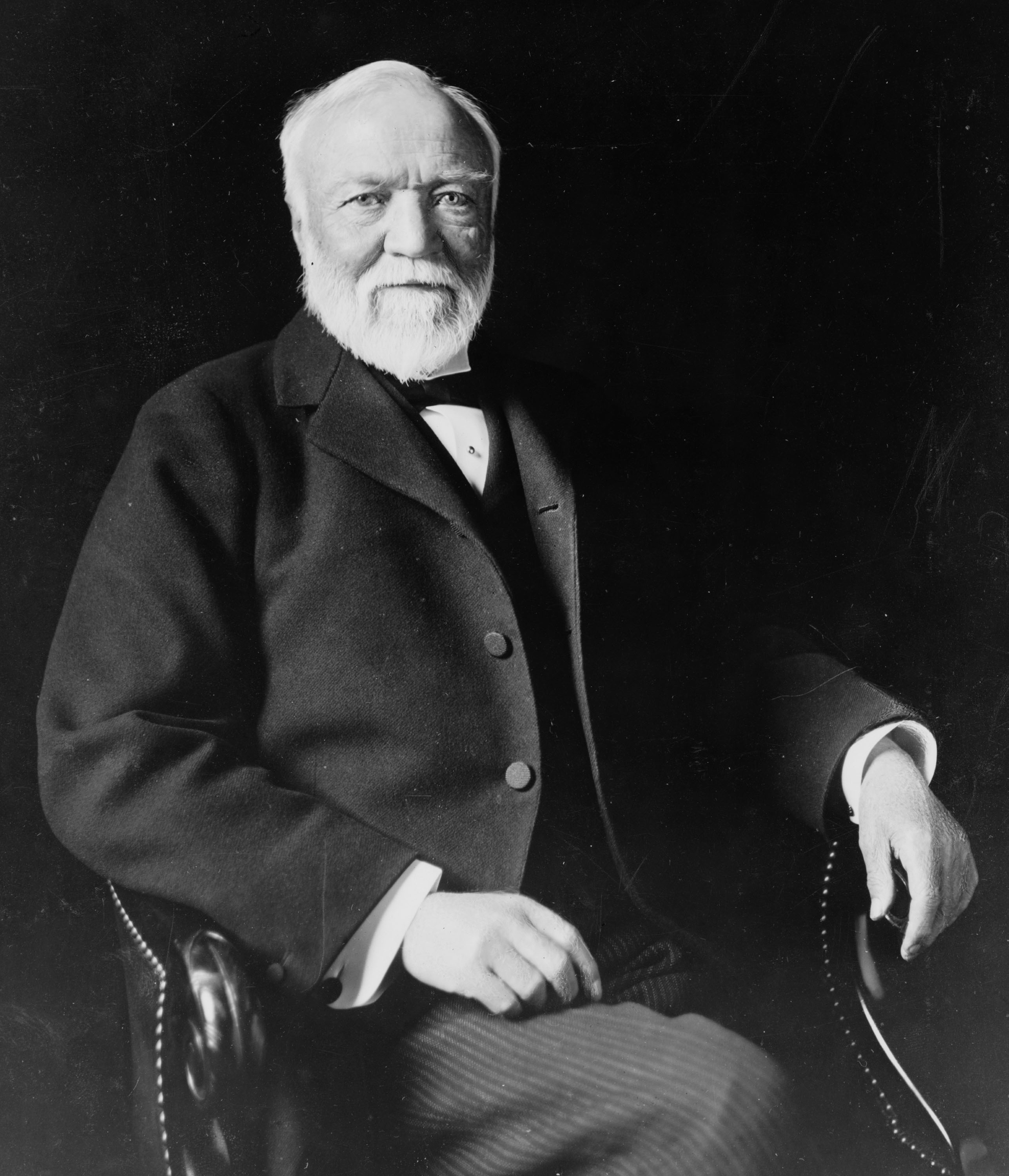
أندرو كارنيجي، مؤسس مدارس كارنيغي التقنية

لها فرع في دولة قطر.

## وصلات خارجية
- جامعة كارنيغي ميلون الموقع الرسمي للجامعة